# Simone Moncada
Simone Moncada (XIV secolo – dopo il 1445) è stato un nobile e militare italiano del XV secolo.

## Biografia
Figlio naturale di Guglielmo Raimondo, marchese di Malta e Gozo, ignota è l'identità della madre. Legittimato dal padre in età adulta, a differenza dei figli legittimi non ebbe alcun lascito testamentario.
Militare al servizio della Corona d'Aragona, ricevette il grado di capitano nel 1420, con il quale combatté in Sardegna nella guerra contro l'esercito del Giudicato d'Arborea nel 1421. Il Moncada prese parte alle successive spedizioni militari a Napoli, e in Nord Africa per la conquista dell'isola di Gerba.
Capitano d'armi di Catania nel 1423, il re Alfonso V d'Aragona gli concesse le entrate derivanti dal porto della città nel 1444, e lo nominò regio consigliere. Nel 1437, si infeudò la terra e il castello di Castelluccio, nel Val Demone, ed acquistò il diritto di grano uno soprai caricatori del Regno.
Sposò Damiata Moncada Esfonellar, figlia del fratellastro Giovanni, barone della Ferla, da cui ebbe i figli Guglielmo Raimondo e Caterina. Quest'ultima sposò con il militare Carlo Durazzo Chiaramonte, nipote di Ladislao I di Napoli e Costanza Chiaramonte. Guglielmo Raimondo rimase a Malta ereditato dal nonno il marchesato di Malta e Gozo 